# Колмыков, Анатолий Серафимович
Анатолий Серафимович Колмыков (родился 9 марта 1956) — российский бард, исполнитель авторской песни, композитор.

## Биография
Родился в Москве 9 марта 1956 года. Занимался классической борьбой в «Торпедо». Окончил музыкальную школу по классу баяна. В 1979 году окончил МВТУ им. Н. Э. Баумана, инженер-механик по специальности «Механическое оборудование автоматических установок».
Песни пишет примерно с 1986 года, сочиняет музыку в основном на стихи поэта Сергея Щенникова. Любимый поэт — Борис Чичибабин.

## Дискография
Сборники и альбомы выпускались в формате аудиокассет, CD и VHS.
- «В Кейптаунском порту» (1996, Московские окна ЛТД)
- «Время наших песен» (1998, МИЦ «Музпром-МО»)
- «Смех сквозь струны» (2001, МИЦ «Музпром-МО»)
- «Есть хорошие песни» (2001, МИЦ «Музпром-МО»)
- «Время наших песен-4» (2001, МИЦ «Музпром-МО»)
- «15 хитов про котов» (2001, МИЦ «Музпром-МО»)
- «Лотерейный билет» (2002, IVC)
- «Грушинский фестиваль-2020» диск 2 (2002)
- «В Кейптаунском порту-2» (2002, МИЦ «Музпром-МО»)
- «Гитара по кругу» (2003, МИЦ «Музпром-МО»)
- «Грушинский фестиваль-30» диск 1 (2003)
- «31 Грушинский фестиваль» диск 1 (2004)
- «Грушинский фестиваль — 2005» диск 2 (2005)
- «Время наших песен 3» (2000, МИЦ «Музпром-МО»)

## Радиопередачи
- Передача «Третье ухо» 07.04.2002 на Русском радио-2 о юморе и сатире в песне
- Передача «Третье ухо» 12.05.2002 на Русском радио-2 с И.Луньковым и А.Колмыковым
- Передача «Третье ухо» 02.06.2002 на Русском радио-2 «Ностальгический парад-2»
- Передача «Третье ухо» 02.03.2003 на Русском радио-2 с Валерием и Вадимом Мищуками

## Концерты и фестивали
- 1986 — 17-й Московский городской конкурс АП (16.04.1088)
- 2001 — Фестиваль «Остров „Буян“»
- 2003 — Фестиваль «Русский акцент» (2003, г. Берлин)
- 2003 — XXX Грушинский фестиваль
- 2004 — XXXI Грушинский фестиваль
- 2005 — XXXII Грушинский фестиваль
- 2010 — Фестиваль «Малиновый аккорд-2010» (02.09.2010)
- 2011 — «Лучшие барды республики „Огни Уфы“» (03.03.2011, г. Уфа)
- 2012 — Фестиваль «Агидель-2012» (20.04.2012, г. Уфа)
- 2012 — Фестиваль «Малиновый аккорд-2012» (01.09.2012)
- 2013 — Фестиваль «Агидель-2013» (30.05.2013)
- 2015 — «Барды в парке „Сокольники“»[4]